# Mr. Smith va a Washington
Mr. Smith va a Washington (Mr. Smith Goes to Washington) è un film del 1939 diretto da Frank Capra e interpretato da James Stewart e Jean Arthur, adattamento del racconto inedito The Gentleman from Montana scritto da Lewis R. Foster e ispirato alla figura del senatore degli Stati Uniti Burton K. Wheeler.
Oltre a risultare un grande successo di pubblico e critica ricevette 11 candidature ai Premi Oscar, aggiudicandosi quello per il miglior soggetto originale.
Nel 1989 è stato scelto per la conservazione nel National Film Registry della Biblioteca del Congresso degli Stati Uniti, in quanto giudicato "di rilevante significato estetico, culturale e storico", e nel 2009 è entrato nella Film Hall of Fame della Online Film & Television Association.
Nel 1998 è risultato 29º nella lista dei 100 migliori film statunitensi di sempre dell'American Film Institute, mentre nell'edizione aggiornata del 2007 è salito al 26º posto. L'AFI lo ha inoltre posizionato al 5º posto tra i 100 film più commoventi e il personaggio di Jefferson Smith, che lanciò definitivamente la carriera di James Stewart, è risultato 11º tra i 100 migliori "eroi" della storia del cinema americano.

## Trama
Chiamato a sostituire un senatore da poco scomparso, il governatore Hopper viene incaricato dal potente capo politico Jim Taylor di nominare uno yes man che non interferisca con il suo progetto, quello di una diga la cui costruzione porterebbe lauti guadagni a finanzieri e politicanti interessati. Mentre i comitati popolari vorrebbero il riformatore Henry Hill, Hopper sceglie il giovane Jefferson Smith, patriottico leader dei Boy Rangers, calcolando che la sua ingenuità piacerà alla gente e che, allo stesso tempo, lo renderà facile da manipolare. Preso sotto l'ala dello stimato ma corrotto senatore Joseph Paine, la natura onesta e pulita di Smith consente alla spietata stampa di Washington di approfittarsi di lui ed offuscare la sua reputazione con titoli che lo marchiano come un burattino.

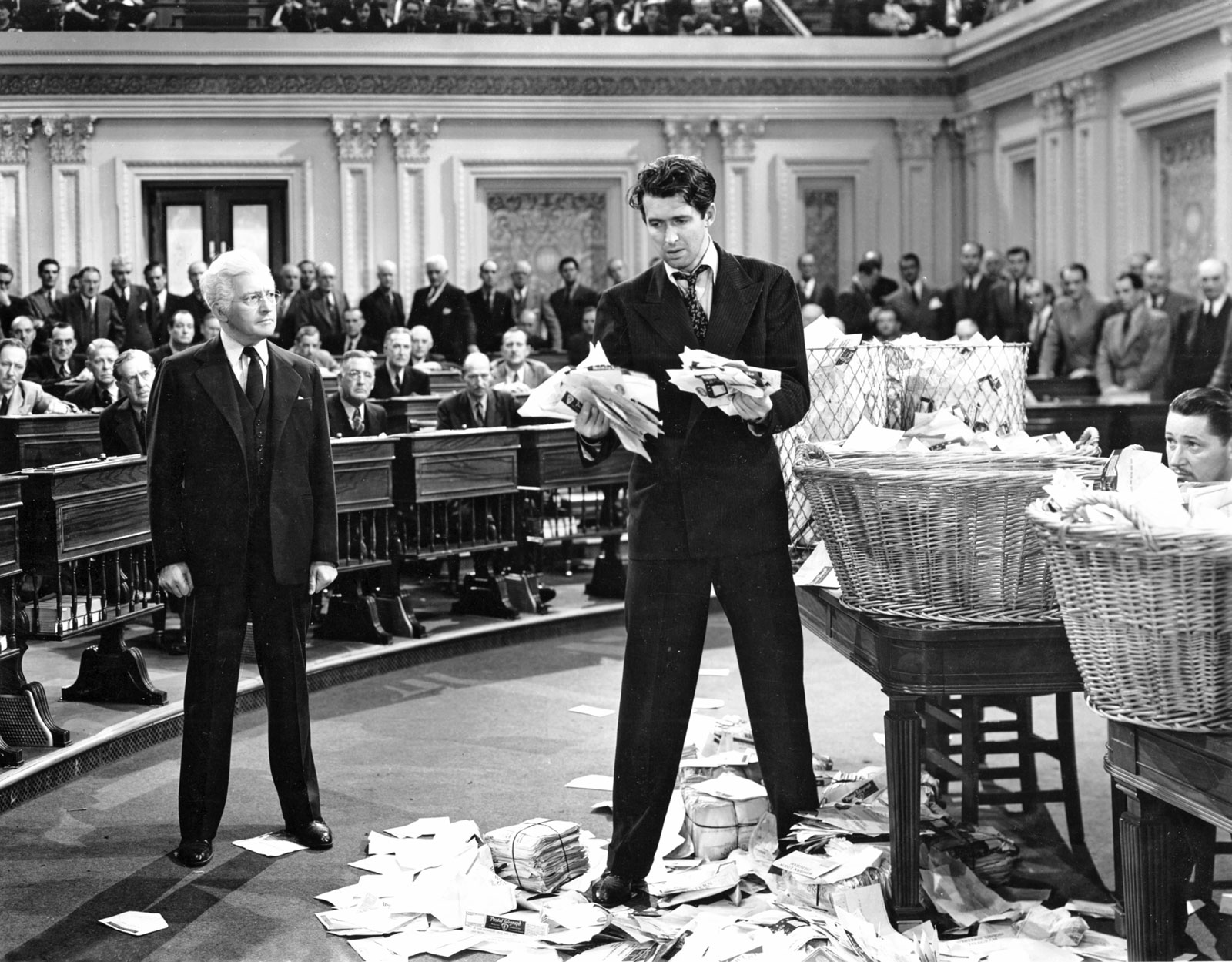
Claude Rains e James Stewart in una scena del film.

Con l'aiuto della sua segretaria Clarissa, Smith presenta un disegno di legge per autorizzare l'acquisto di un terreno da trasformare in un campo nazionale di Boy Rangers. Tuttavia, il terreno fa già parte del progetto della diga sostenuto da Taylor e Clarissa mette al corrente il giovane senatore della situazione. Non volendo crocifiggere Smith, Paine comunica a Taylor di volersi ritirare ma quest'ultimo gli ricorda che se è al potere è grazie alla sua influenza. Il giorno seguente, quando Smith espone il disegno di legge al Senato, Paine lo accusa con prove false di possedere già il terreno in questione e di volerne trarre profitto. Scioccato dal tradimento del suo mentore, Smith è deciso a lasciare Washington, ma Clarissa lo convince a lanciare un ostruzionismo per rinviare la legge sugli stanziamenti e dimostrare la sua innocenza. Smith parla al Senato ininterrottamente per 23 ore, riaffermando gli ideali americani di libertà e svelando le vere motivazioni dello schema della diga, ma nessuno dei senatori è convinto.
Gli elettori cercano di stringersi intorno a lui, ma l'opposizione è troppo potente e tutti i tentativi sono schiacciati. A causa dell'influenza di Taylor, giornali e stazioni radio distorcono i fatti contro il senatore e anche lo sforzo dei Boy Rangers di diffondere il loro sostegno a Smith si traduce in feroci attacchi verso di loro da parte dei tirapiedi di Taylor. Ogni speranza sembra persa ma Paine ha un'ultima carta nella manica e mostra lettere e telegrammi dallo stato di origine di Smith che ne chiedono l'espulsione. Smith crolla svenuto e Paine, sopraffatto dal senso di colpa, lascia la camera del Senato e tenta di suicidarsi con un colpo di pistola ma viene fermato in tempo dai senatori. Quindi irrompe di nuovo nella camera del Senato, confessando l'intero piano e riconoscendo l'innocenza di Smith.

## Produzione

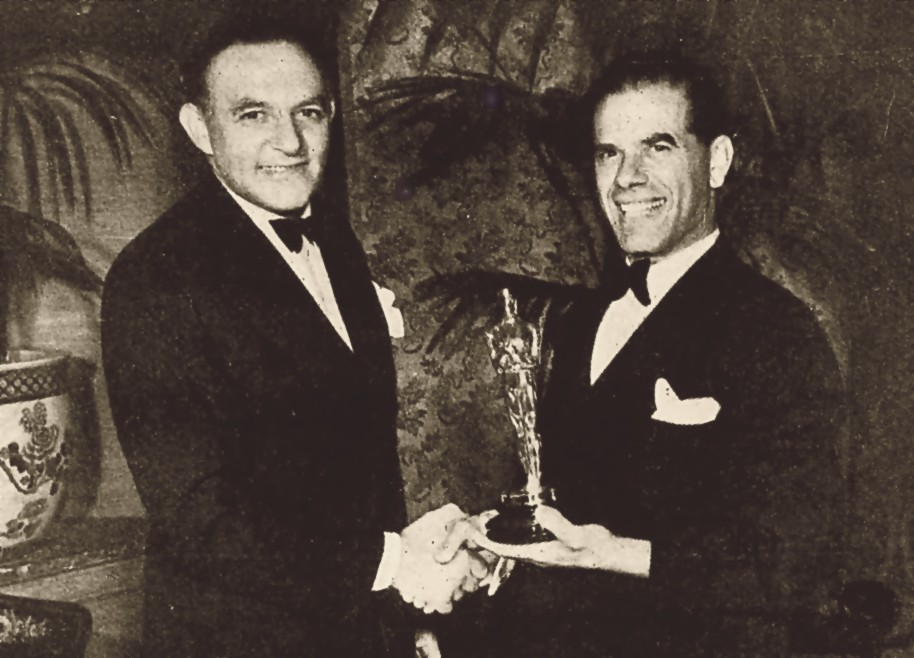
Harry Cohn e Frank Capra nel 1938.

Nel 1937 la Columbia Pictures opzionò il racconto inedito The Gentleman from Montana di Lewis R. Foster, storia della graduale disillusione di un giovane senatore idealista. L'idea della realizzazione di un film si scontrò però con la Production Code Administration, alla quale gli studios erano tenuti a sottoporre tutto il materiale che intendevano trasporre sul grande schermo. Nel gennaio 1938 il direttore della PCA Joseph Breen scrisse al presidente dello studio Harry Cohn, respingendo la richiesta a causa della rappresentazione poco lusinghiera del sistema americano e del presunto attacco nascosto alla forma di governo democratica. In seguito anche la Paramount e la Metro-Goldwyn-Mayer presentarono una copia del racconto alla PCA per l'approvazione ma l'esito non fu diverso. Rispondendo a un funzionario della Paramount, Breen lo invitò "ad accettare un consiglio serio prima di intraprendere la produzione di qualsiasi film basato su questa storia. Ci sembra che potrebbe benissimo essere materia esplosiva, sia per l'industria cinematografica che per il Paese in generale».
A quel punto Cohn decise di rischiare ed acquistò i diritti del racconto, intenzionato a produrre un film con Ralph Bellamy come protagonista. La regia, inizialmente offerta a Rouben Mamoulian che rinunciò per dirigere il dramma Passione, fu quindi affidata a Frank Capra che accettò dopo aver accantonato l'idea di un film sulla vita del compositore Fryderyk Chopin. Il progetto divenne quello di una sorta di sequel di È arrivata la felicità, con il titolo previsto Mr. Deeds Goes to Washington e Gary Cooper chiamato a riprendere il ruolo di Longfellow Deeds. Data l'indisponibilità dell'attore, la scelta finale ricadde su James Stewart che venne "preso in prestito" dalla MGM.
Joseph Breen avvisò la Columbia che il film avrebbe dovuto sottolineare che «il Senato è composto da un gruppo di bravi cittadini onesti, che lavorano instancabilmente per i migliori interessi della nazione».

### Sceneggiatura
Per la sceneggiatura Capra pensò di rivolgersi al suo collaboratore di lunga data Robert Riskin che però era appena passato con il produttore Samuel Goldwyn (cosa che fece infuriare il regista che informò Harry Cohn che il film sarebbe stato l'ultimo con la Columbia). Dopo aver optato per Jo Swerling, anche lui in procinto di passare con Goldwyn, la scelta ricadde infine su Sidney Buchman, con il quale aveva già lavorato in Strettamente confidenziale (1934) e Orizzonte perduto (1937).
Una volta completata con il contributo (non accreditato) di Myles Connolly, la sceneggiatura venne sottoposta alla PCA e Joseph Breen inviò una lettera al presidente della Motion Picture Association Will H. Hays in cui affermò: «È una grande storia che farà molto bene a tutti coloro che la vedranno e, a mio giudizio, è una fortuna che questo tipo di storia sia da fare in questo momento. Da tutte le difficoltà del senatore Jeff si è sviluppata l'importanza della democrazia e si è splendidamente sottolineata la nostra ricca e gloriosa eredità che viene dall'avere un governo "del popolo, fatto dal popolo e per il popolo"».
La storia subì diversi cambiamenti in corso d'opera, anche perché verso il completamento del film gli avvocati della Columbia scoprirono che il soggetto originale di Foster mostrava alcune somiglianze con il dramma teatrale Both Your Houses di Maxwell Anderson, vincitore del Premio Pulitzer per la drammaturgia nel 1933. Per evitare potenziali problemi legali, lo studio acquistò in ogni caso anche i diritti dell'opera di Anderson.

### Cast

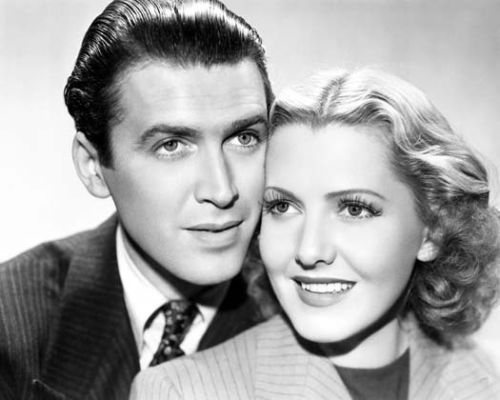
James Stewart e Jean Arthur, di nuovo insieme dopo L'eterna illusione del 1938.

Nel gennaio 1939, una volta abbandonata l'idea del sequel con Gary Cooper, Capra decise di assegnare il ruolo del protagonista a James Stewart e di affiancargli di nuovo Jean Arthur (dopo averli diretti l'anno precedente in L'eterna illusione) nella parte della segretaria Clarissa Saunders. Claude Rains fu scelto per il ruolo del senatore Joe Paine e Edward Arnold per quello del corrotto Jim Taylor, mentre la parte del presidente del Senato fu inizialmente offerta a Edward Ellis, che rifiutò venendo sostituito da Harry Carey.
Tra i numerosi attori non accreditati, nel film compaiono noti caratteristi tra cui Milton Kibbee (fratello di Guy Kibbee che interpreta il governatore Hopper), Erville Alderson, Dub Taylor, Russell Simpson, George Cooper, Wilson Benge, Edward Brophy, Jack Carson, George Chandler, Helen Jerome Eddy, Byron Foulger e Gino Corrado, oltre ad attori del cinema muto quali Edwin August, Wilfred Lucas (anche regista e collaboratore di David Wark Griffith), Chester Conklin, Hank Mann e Maurice Costello. Nel cast anche Dorothy Comingore (la Susan Alexander Kane di Quarto Potere), Craig Stevens, noto in seguito per il ruolo del detective privato Peter Gunn nell'omonima serie tv, e Philip Hurlic, uno dei primi attori bambini afroamericani.

### Riprese
Il film venne prodotto con un budget di 1.900.000 dollari e le riprese furono effettuate dal 3 aprile al 7 luglio 1939 nei Sunset Gower Studios della Columbia a Washington, dove venne realizzata una riproduzione dettagliata dell'aula del Senato grazie anche al contributo del consigliere tecnico James D. Preston. Alcune sequenze in esterna furono girate in altre location della capitale, tra cui la Union Station, il Lincoln Memorial e il Campidoglio.

## Distribuzione
Negli Stati Uniti il film fu proiettato in anteprima il 17 ottobre 1939 alla Constitution Hall di Washington e due giorni dopo venne distribuito nelle sale. Nel 1942 diversi cinema in Francia decisero di proiettarlo di nuovo, come ultimo film prima che i nazisti bandissero le pellicole in lingua inglese.

### Date di uscita
- 19 ottobre 1939 negli Stati Uniti (Mr. Smith Goes to Washington)
- 9 novembre in Canada (Mr. Smith Goes to Washington)
- 23 dicembre in Svezia (Mr. Smith i Washington)
- 25 dicembre in Brasile (A Mulher Faz o Homem)
- 29 dicembre nel Regno Unito (Mr. Smith Goes to Washington) e in Australia (Mr. Smith Goes to Washington)
- 11 gennaio 1940 in Danimarca (Mr. Smith kommer til Washington)
- 19 gennaio in Francia (Mr. Smith au sénat)
- 23 febbraio in Argentina (Caballero sin espada)
- 29 febbraio in Messico (Caballero sin espada)
- 22 marzo nei Paesi Bassi (Mr. Smith gaat naar Washington)
- 3 maggio in Irlanda (Mr. Smith Goes to Washington)
- 10 aprile 1941 in Portogallo (Peço a Palavra)
- 24 settembre in Ungheria (Becsületből elégtelen)
- 9 ottobre in Giappone (Sumisu miyako e yuku)
- 15 febbraio 1942 in Finlandia (Mr. Smith lähtee Washingtoniin)
- 5 aprile 1947 in Italia (Mr. Smith va a Washington)
- 8 ottobre in Unione Sovietica (Мистер Смит едет в Вашингтон)
- 16 aprile 1949 in Spagna (Caballero sin espada)
- 1º giugno in Slovenia (Gospod Smith gre v Washington)

### Edizione italiana

#### Doppiaggio
Il doppiaggio italiano originale fu eseguito dalla C.D.C. negli studi della Fono Roma, sotto la direzione di Mario Almirante e su dialoghi di Franco Schirato. Nel 1999, in occasione dell'uscita in Italia dell'edizione in VHS, è stato effettuato un ridoppiaggio a opera della SEFIT-CDC.

### Edizioni home video
La prima edizione in DVD è stata distribuita il 22 febbraio 2000 dalla Columbia TriStar. Nel 2006 il film è uscito nel cofanetto The Premiere Frank Capra Collection della Sony Pictures (candidato ai Saturn Awards per la miglior collezione DVD) e il 2 dicembre 2014 è stato distribuito in Blu-ray sempre dalla Sony Pictures, con numerosi extra tra cui il documentario Frank Capra's American Dream e cinque featurette: Frank Capra Jr. Remembers... Mr. Smith Goes to Washington, Conversations with Frank Capra Jr.: The Golden Years, Conversations with Frank Capra Jr.: A Family History, Frank Capra: Collaboration e The Frank Capra I Knew.

## Accoglienza
Dopo la première del 17 ottobre 1939 ci fu una reazione fortemente negativa al film sia da parte del Congresso degli Stati Uniti che della stampa di Washington. Frederic William Wile del Washington Star scrisse che il film aveva mostrato «il sistema democratico e la nostra decantata libera stampa esattamente con i colori che Hitler, Mussolini e Stalin amano dipingerli», mentre l'editorialista Willard Edwards riportò: «Il Senato crede di essere stato diffamato dall'industria cinematografica e si prepara a contrattaccare». Il contrattacco fu guidato dal leader della maggioranza Alben W. Barkley, che lo definì "stupido e insignificante" e disse che faceva apparire il Senato "un branco di truffatori". Per la sua rappresentazione della corruzione nel Governo federale venne bollato di comunismo e antiamericanismo e alcuni lo ritennero una propaganda per aiutare gli sforzi dell'Asse all'inizio della seconda guerra mondiale. Joseph P. Kennedy, allora ambasciatore degli Stati Uniti a Londra, ritenne che il film avrebbe danneggiato «il prestigio dell'America in Europa» ed offrì 2 milioni di dollari a Harry Cohn per acquistare il negativo ed impedirne la distribuzione europea. Come "rappresaglia" per il danno che ritenevano Hollywood avesse inflitto alla loro reputazione, alcuni senatori premettero per l'approvazione del Neely Anti-Block Booking Bill, che alla fine degli anni quaranta portò allo scioglimento delle catene di cinema di proprietà degli studios. In risposta, la Columbia rilasciò un programma speciale contenente recensioni favorevoli che sottolineavano il patriottismo del film e il sostegno alla democrazia.
Nonostante le controversie che accompagnarono l'anteprima di Washington, il film si rivelò un successo al box office e ottenne ottime recensioni da parte della critica.

### Incassi
Negli Stati Uniti il film incassò 9,6 milioni di dollari, risultando il terzo maggior successo del 1939 dopo Via col vento e Il mago di Oz.

### Critica
Il sito Rotten Tomatoes riporta il 96% di recensioni professionali con giudizio positivo e il seguente consenso critico: «Il signor Smith va a Washington e torna con un inno edificante all'idealismo che distilla la forza del suo regista e del protagonista». Il sito Metacritic assegna al film un punteggio di 73 su 100 basato su 9 recensioni, indicando un "consenso generalmente favorevole".
Il Daily News lo definì «il capolavoro di Capra», il New York Herald Tribune «un film commovente e memorabile» e il New York Daily Mirror «grande intrattenimento ispiratore». The Nation lo giudicò «di gran lunga il miglior film dell'anno», aggiungendo che James Stewart «occupa il primo posto tra gli attori di Hollywood... Ora è maturo e recita una parte difficile con molte sfumature, momenti di impatto tragicomico. Ed è in grado di fare molto di più che interpretare scene isolate in modo efficace. Mostra la crescita di un personaggio attraverso l'esperienza». Anche il critico Andrew Sarris esaltò la prova di Stewart, riconoscendolo come «la più completa personalità attoriale del cinema americano, in particolare dotato nell'esprimere l'ambivalenza emotiva dell'eroe d'azione».
Il Time giudicò il film «stravagante, la regia brillante, la sceneggiatura veloce e divertente così come in È arrivata la felicità. La recitazione del cast è brillante e a volte superba. Ma Mr. Smith va a Washington è più di tutte queste cose. Il suo vero eroe non è l'ingenuo Jeff Smith ma le cose in cui crede, incarnate nell'eroe della prima crisi della democrazia degli Stati Uniti, Abraham Lincoln». Il giornalista e sceneggiatore Frank Nugent scrisse sul New York Times: «Non è solo una brillante canzonatura, ma un'emozionante e persino stimolante testimonianza della libertà e dell'innata dignità proprie dell'uomo medio».

## Riconoscimenti
- 1940 – Premio Oscar
  - Miglior soggetto originale a Lewis R. Foster
  - Candidatura al miglior film alla Columbia Pictures
  - Candidatura al miglior regista a Frank Capra
  - Candidatura al miglior attore a James Stewart
  - Candidatura al miglior attore non protagonista ad Harry Carey
  - Candidatura al miglior attore non protagonista a Claude Rains
  - Candidatura alla miglior sceneggiatura a Sidney Buchman
  - Candidatura al miglior montaggio a Gene Havlick ed Al Clark
  - Candidatura alla miglior scenografia a Lionel Banks
  - Candidatura al miglior adattamento di colonna sonora a Dimitri Tiomkin
  - Candidatura al miglior sonoro a John P. Livadary e Columbia Studio Sound Department
- 1939 – National Board of Review Awards
  - Migliori dieci film
- 1939 – New York Film Critics Circle Awards
  - Miglior attore protagonista a James Stewart
  - Candidatura al miglior film

## Influenza culturale
- La puntata del programma radiofonico della NBC The Jack Benny Show trasmessa il 10 marzo 1940 incluse una parodia del film intitolata Mr. Benny Goes to Washington.[29]
- L'edizione in VHS del film Ernest Rides Again, diretto nel 1993 da John R. Cherry III e interpretato da Jim Varney, comprendeva il cortometraggio animato di apertura Mr. Bill Goes to Washington, parodia con protagonista il personaggio "Mr. Bill".[30]
- Nel 2002 la compagnia teatrale San Francisco Mime Troupe ha allestito il musical satirico Mr. Smith Goes to Obscuristan, storia liberamente ispirata al film in cui un ingenuo idealista affronta l'amministrazione di George W. Bush in un contesto successivo all'11 settembre.[31]
- La serie televisiva del 2003 Mister Sterling, andata in onda sulla NBC e incentrata su un giovane senatore idealista della California alle prese con un losco governatore a Washington, è stata descritta dal settimanale Style Weekly come "un Mr. Smith va a Washington per il 21º secolo".[32]

Il film è stato inoltre parodiato in alcuni episodi della serie tv I Simpson:
- nell'episodio Il signor Lisa va a Washington (terza stagione, 1991) – Giunta a Washington per partecipare un concorso a temi sul patriottismo, Lisa è testimone dello scambio di tangenti tra un deputato e un lobbista e perde la propria fede nella democrazia. Straccia il tema che aveva preparato ma ne scrive un altro nel quale smaschera il deputato e condanna duramente i politicanti di Washington. Il deputato viene arrestato e Lisa, pur non vincendo il concorso, recupera la sua fiducia nelle istituzioni.
- nell'episodio Oltre la sfera della cantonata (undicesima stagione, 1999) – Dopo aver assistito alla première del remake di Mr. Smith va a Washington diretto da Mel Gibson, Homer lamenta l'assenza di azione e violenza e consiglia al regista di riscrivere la sceneggiatura. Il film diventa così un surreale action movie in cui il Senato viene distrutto e il Presidente degli Stati Uniti decapitato. I produttori decidono di far sparire la nuova versione ma Homer e Gibson riescono a far proiettare il film, che si rivela un fiasco.
- nell'episodio Un clown va a Washington (quattordicesima stagione, 2003) – La famiglia Simpson aiuta Krusty il Clown a farsi eleggere al Congresso in cambio del suo aiuto nell'approvazione di un disegno di legge che allontanerebbe le rotte del traffico aereo dal loro quartiere. Una volta eletto, Krusty scopre che la sua opinione non vale nulla agli occhi dei veterani corrotti, finché l'ex vicepresidente degli Stati Uniti Walter Mondale non mostra ai Simpson un trucco che farà approvare la loro proposta.

## Sequel e remake
Secondo quanto riportò The Hollywood Reporter, nel 1949 la Columbia programmò un sequel del film, intitolato Mr. Smith Starts a Riot, e nel 1952 pensò di realizzare un remake con Jane Wyman nel ruolo originario di James Stewart, ma nessuno dei due progetti andò in porto.
In seguito il film ha dato origine alla serie televisiva Mr. Smith Goes to Washington, andata in onda sulla ABC dal 29 settembre 1962 al 16 marzo 1963 e incentrata sulle vicende del senatore Eugene Smith, interpretato da Fess Parker, e nel 1977 è stato oggetto di un remake diretto da Thomas Laughlin intitolato Billy Jack Goes to Washington. Liberamente ispirato al soggetto originale, è stato il quarto e ultimo capitolo di una serie di film sul personaggio di Billy Jack, veterano della Guerra in Vietnam interpretato dallo stesso Thomas Laughlin, ed ha avuto una distribuzione limitata nelle sale.